# Institut d'études occitanes
Pour les articles homonymes, voir IEO.

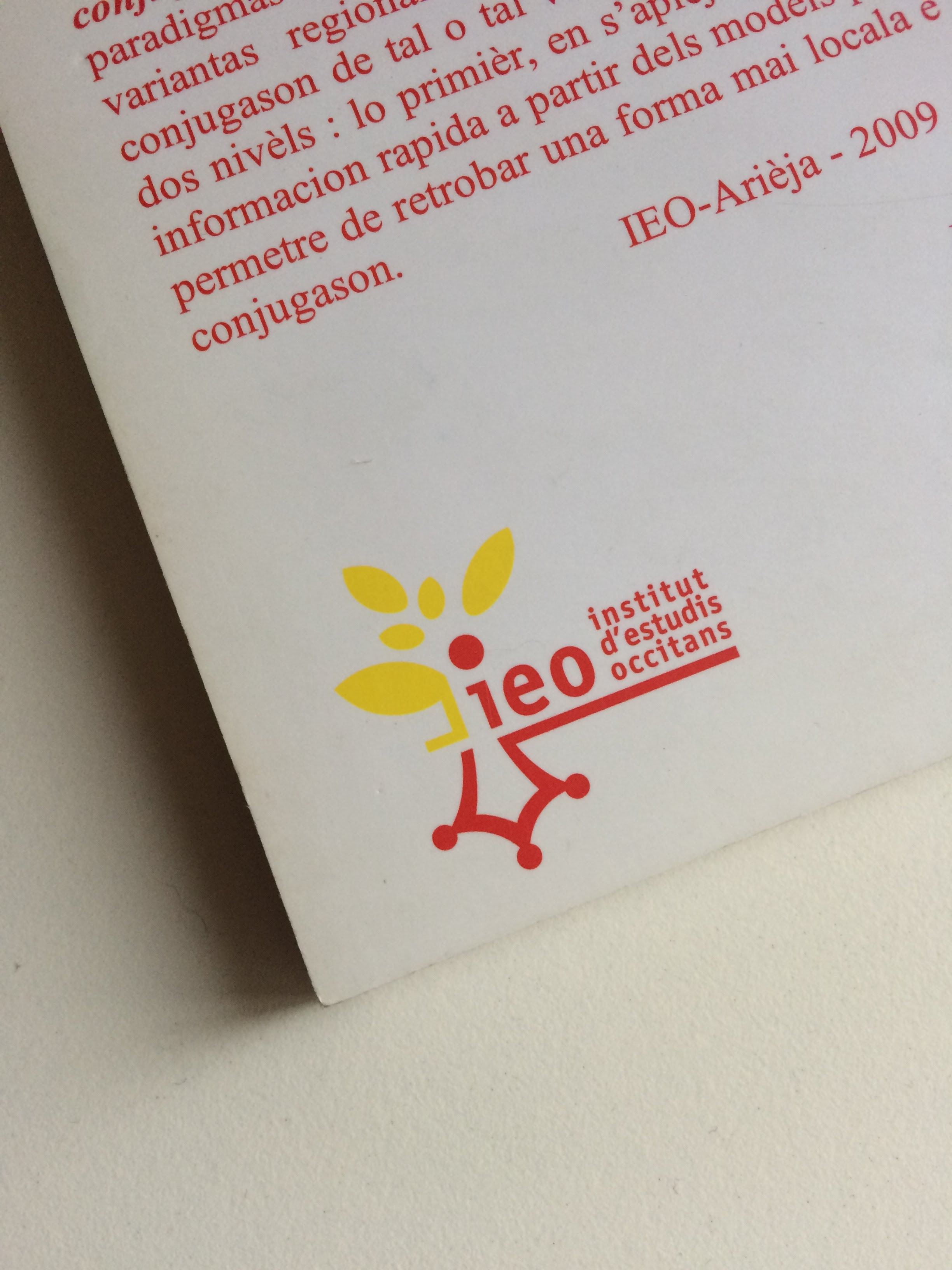
Publication avec le logo actuel de l'IEO.

L’Institut d'études occitanes (Institut d’estudis occitans en occitan, ou IEO) est une association loi de 1901 créée en 1945 par des occitanistes résistants.
C’est une association culturelle qui a pour but le maintien et le développement de la langue et de la culture occitanes par la direction, l’harmonisation et la normalisation de tous les travaux qui concernent la culture occitane dans son ensemble.
En 1946, elle récupère les actifs de la Société d'études occitanes. L’association a été reconnue d'utilité publique en 1949. Elle est agréée Jeunesse et éducation populaire depuis 1986.
L’IEO est organisé en fédération, avec le siège à Toulouse, des sections régionales (Limousin, Aquitaine, Occitanie-Pyrénées-Mediterranée, Auvergne Rhône-Alpes et Provence) et départementales (une trentaine de départements du grand tiers sud de la France).
Il labellise les acteurs publics et économiques qui s'impliquent dans la valorisation de cette langue, via le programme « Òc per l'occitan »,

## Revue
L’IEO national édite une revue, Anem ! Occitans !  (ISSN 2105-620X), qui a fait suite en 2006 à Occitans!  (ISSN 0293-0994), no 1 en 1981.

## Assemblée annuelle
L’IEO se réunit chaque année en assemblée générale dans une ville différente d'Occitanie.
Dernières dates :
- 2021 : Clermont-Ferrand[7]
- 2020 : Castelnaudary
- 2019 : Puylaurens
- 2018 : Sète
- 2017 : Aurillac
- 2016 : Toulouse
- 2015 : Montélimar[8]
- 2014 : Périgueux[9]
- 2013 : Auch[10]
- 2012 : Nice[11]
- 2011 : Le Puy-en-Velay[12]
- 2010 : Limoges[13]

## Membres

### Présidents
- 1945 - 1952 : Jean Cassou
- 1952 - 1957 : Max Rouquette
- 1957 - 1959 : Pierre Azéma
- 1959 - 1962 : Robert Lafont
- 1962 - 1980 : Pierre Bec
- 1980 - 1981 : Patrick Choffrut
- 1981 - 1986 : Bernard Giacomo
- 1986 - 1997 : Robert Marty
- 1997 - 2001 : Philippe Carbonne
- 2001 - 2010 : David Grosclaude
- 2010 - 2022 : Pierre Brechet
- 2022 - 2025 : Présidence collective
- 2025 - : Patrice Poujade

## Controverses
L’IEO eut à souffrir d’un certain nombre de crises depuis sa création. La première, au cours des années 1950 et 1960, a vu l'opposition de diverses tendances, l’une prônant une action uniquement sur le terrain culturel autour de Félix Castan, Ismaël Girard et Bernard Manciet, l’autre souhaitant une présence sur le terrain politique, autour de Pierre Bec et Robert Lafont. La seconde tendance l'emporta.
La crise la plus aiguë, à la fin des années 1970 et au début des années 1980, vit s’affronter deux tendances : la tendance « populiste » (ou « démocratique ») au pouvoir, et la tendance « universitaire » (ou « intellectuelle ») menée par Robert Lafont. En 1981, la tendance « universitaire », avec Robert Lafont, fut obligée de quitter l’IEO. Cela entraîna la disparition d'une grande partie des activités de recherche scientifique au sein de l’association, et leur transfert vers d’autres organismes comme les universités, l’Association internationale d'études occitanes et, notamment en linguistique, vers le Gidilòc (Groupe d’initiative pour un dictionnaire informatisé de la langue occitane) et le Conseil de la langue occitane.[réf. nécessaire]
En Béarn, où Per Noste est alors la section départementale de l'IEO, la revendication (ethnique et linguistique) émerge dans le champ politique, vers 1982, en lien avec la décentralisation en cours à cette période. On pourrait aussi citer des promesses non tenues du candidat Mitterrand.
Pour rappel, la Décentralisation en France connait un tournant important avec la loi dite Defferre promulguée le 2 mars 1982, puis les lois des 7 janvier et 22 juillet 1983.
Les compétences et le budget des collectivités territoriales (communes, départements et régions) sont nettement accrus.